# St. Martin (Kellmünz)

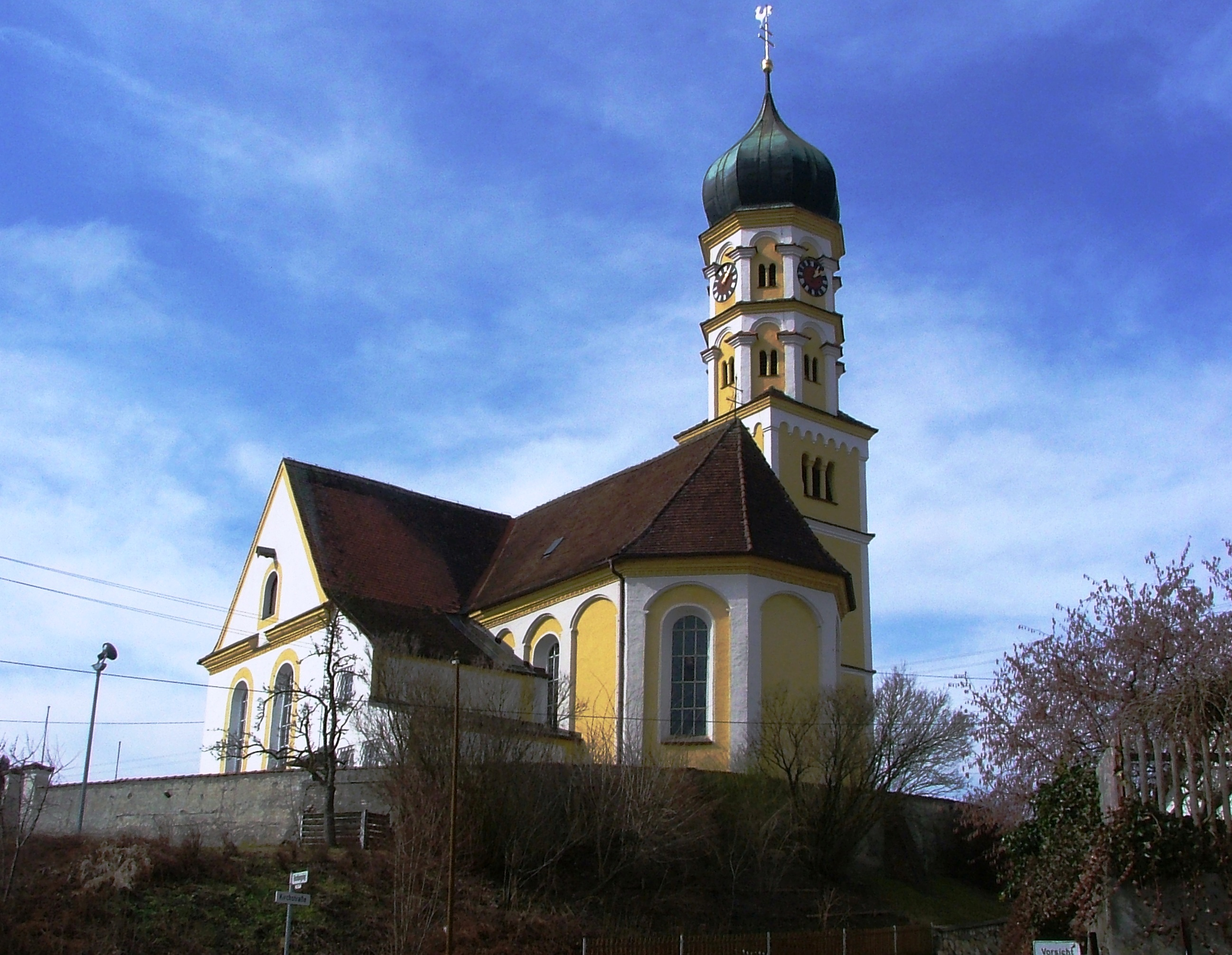
Kirche St. Martin in Kellmünz

St. Martin ist eine katholische Pfarrkirche in der Pfarreiengemeinschaft Altenstadt (Iller) im mittelschwäbischen Kellmünz an der Iller im bayerischen Landkreis Neu-Ulm. Sie gehört zum Bistum Augsburg.

## Lage
Die Kirche liegt an der Südostecke des ehemaligen römischen Castrums Caelius Mons auf einer etwa 35 Meter hohen Anhöhe des Illertals, ungefähr in der Mitte des Ortes.

## Geschichte
Eine Kirche ist in Kellmünz auf dem Platz einer ehemaligen spätrömischen Aula spätestens im 8. Jahrhundert nach Christus entstanden, aus welcher Zeit auch ein alemannisches Terrakottarelief erhalten ist. Im Außenbereich um die geostete Kirche wurden die Fundamente der nach Süden orientierten früheren römischen Aula durch eine farbige Pflasterung sichtbar gemacht.
Der untere Teil des Turms dürfte noch aus dem spätmittelalterlichen Bau stammen, der dem ersten folgte. Eine genaue Datierung konnte bisher noch nicht vorgenommen werden. Die äußere Gliederung des Turms weist allerdings auf die Zeit um 1620. Zur selben Zeit ließen die Freiherren von Rechberg die Kirche völlig neu erbauen. Die Kirche stammt im Wesentlichen aus dieser Zeit und gehört einer Gruppe von Kirchen desselben Bautyps an, die im 17. Jahrhundert im Illergebiet gebaut wurden.
In späterer Zeit wurde die Kirche barock ausgestattet. Diese Ausstattung ging mit der kompletten Innenraumerneuerung im Jahre 1875 verloren, als die Kirche neuromanisch eingerichtet wurde. In den Jahren 1917 und 1918 wurden die Fresken der Kirche von Oswald Völkel neu gemalt. Eine jüngste Außenrestaurierung wurde 2010 vorgenommen.

## Ausstattung

### Deckenfresken
Das östliche Fresko im Langhaus stellt Maria als Patrona Bavariae dar. Maria sitzt mit dem Jesuskind unter einem braunen Baldachin auf einem Thron. Sie ist als Königin dargestellt und hält ein Zepter in der linken Hand. Marias blaues Gewand stellt einen Bezug zu den drei offenen Rundbogenfenstern vor dem blauen Himmel dar. In der Rückenlehne des Thrones sind die Wappen der acht Landesteile des 1918 untergegangenen Königreiches eingearbeitet.
Auf der linken Seite kniet vor dem Thron der Genueser Papst Benedikt XV., die Hände zum Gebet gefaltet. Auf der rechten Seite kniet Ludwig III. von Bayern, der letzte König des Königreichs Bayern. Ein höfisch gekleideter Page hält den Umhang des Königs. Papst und König haben die Krone und Tiara, Insignien ihrer Macht, auf die Stufen des Throns gelegt. Hinter dem Papst steht Maximilian Ritter von Lingg, der 78. Bischof von Augsburg. Bischof Lingg hat den Krummstab in der Hand und die Mitra zum Zeichen der Demut vor Maria wie Papst und König abgelegt. Neben dem Bischof steht in schwarzer Soutane der damalige Ortsgeistliche von Kellmünz, Pfarrer Grohe, seinerzeit ein beliebter Seelsorger. Des Weiteren sind ein Mönch mit einem Buch in der Hand und eine Nonne abgebildet.
Auf der rechten Seite sind Personen des weltlichen Lebens dargestellt: Ein Bauer mit Ährengarbe, rechts von ihm ein Handwerker mit Hammer. Unmittelbar anschließend folgt ein Soldat in der Uniform des Infanteristen mit der Rautenfahne des Königreiches. Vor dem Thron kniet andächtig mit gefalteten Händen ein Ehepaar in der Kleidung der damaligen Zeit.
Das Fresko bildet die Ständegesellschaft des Königreiches Bayern in schwerer Kriegszeit ab, kurz bevor Bayern 1918 zum Freistaat ausgerufen wurde und zur Republik von Weimar gehörte. Der Bauer, Handwerker, Soldat und die hinter dem König knienden Eheleute waren alle Einwohner von Kellmünz, deren Nachkommen teilweise noch heute in der Ortschaft ansässig sind.

## Orgel

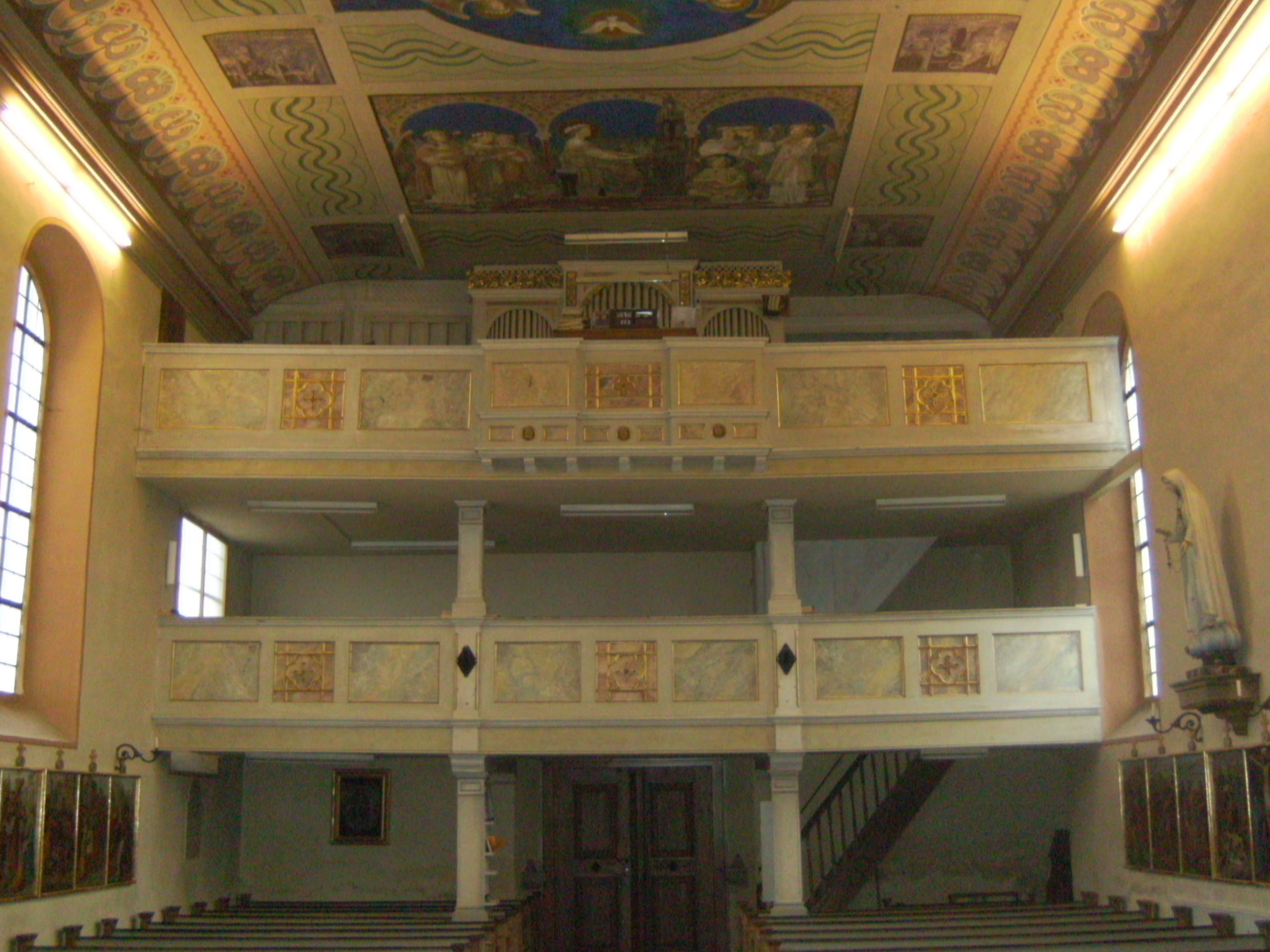
Die Orgel in St. Martin

Die Orgel der Martins-Kirche befindet sich im oberen Geschoss der zweistöckigen Empore.